# Podkonice
Podkonice (in tedesco Podkonitz, in ungherese Padkóc) è un comune della Slovacchia facente parte del distretto di Banská Bystrica, nella regione omonima.

## Storia
Il villaggio è citato per la prima volta nel 1340 (con il nome di possessio Connyce) in una lista del re d'Ungheria Carlo Roberto.